# Jaksa z Kopanicy

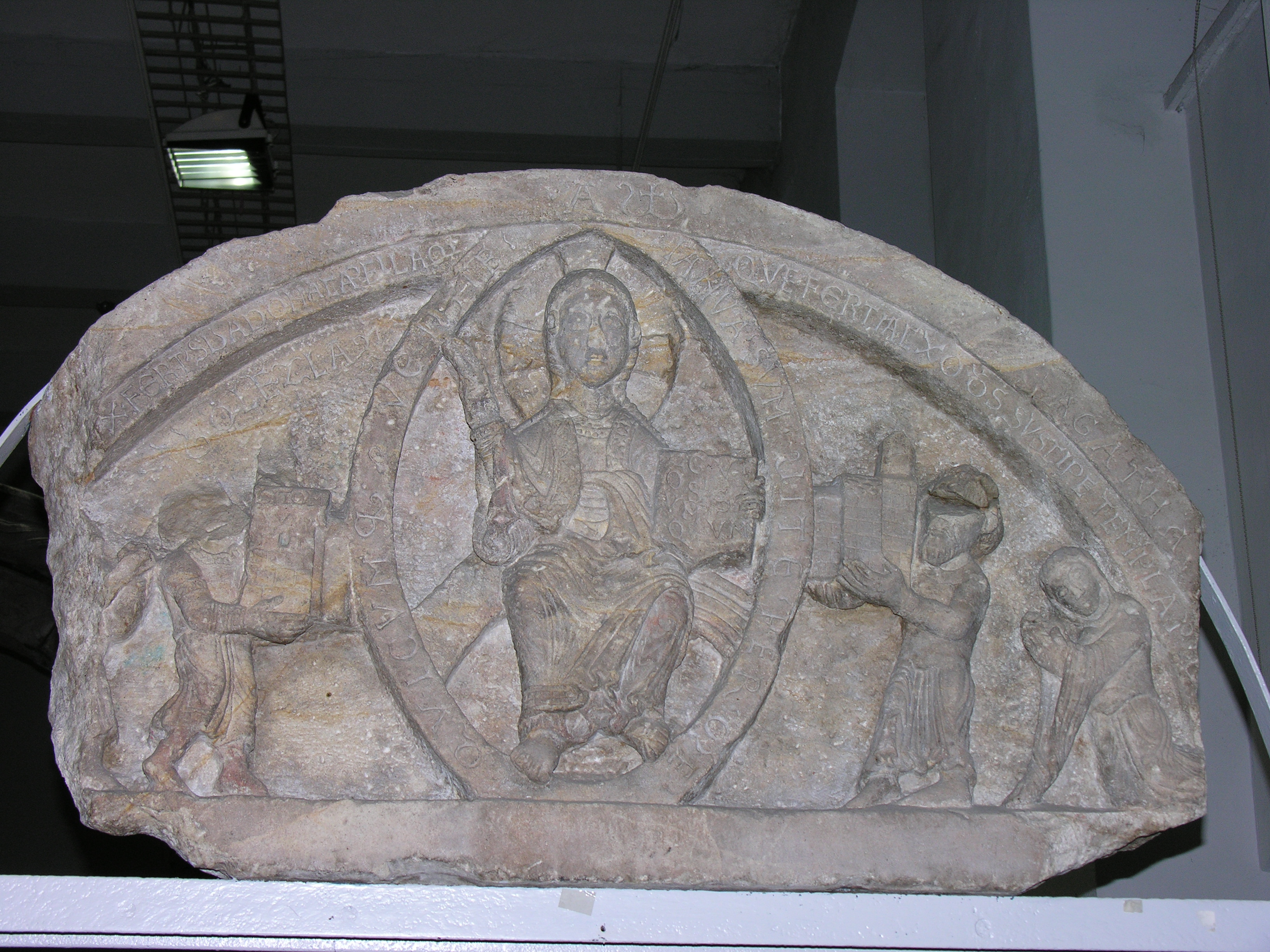
Tympanon fundacyjny opactwa na Ołbinie z przedstawieniem Chrystusa w mandorli; po prawej klęczą Jaksa i jego żona Agata

Jaksa z Kopanicy, ew. Jaksa z Kopaniku (zm. po 1168/1178?) – słowiański książę połabskich Stodoran, zwanych też czasem Hawelanami, w kronice wielkopolskiej nazwany księciem serbskim: dux Sorabie, na denarach IACZA DE COPNIC, IACZO DE COPNIC lub IAKZA COPTNIK CNE(S).

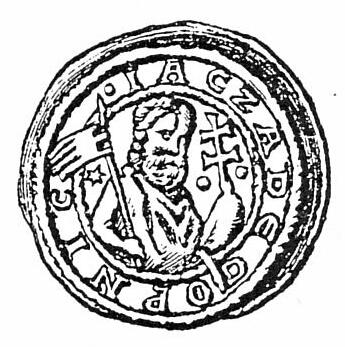
Brakteat Jaksy

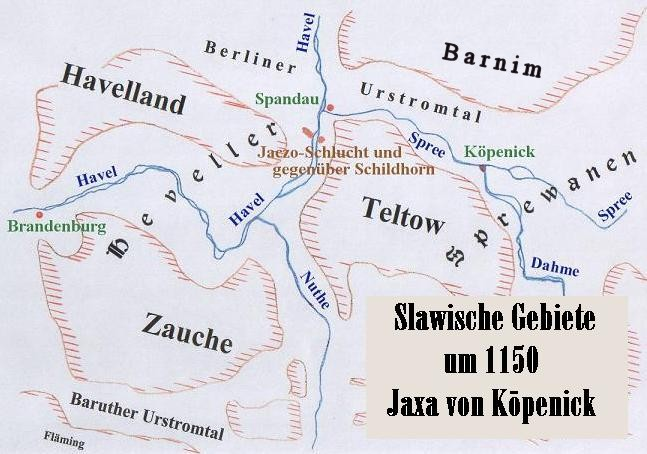
Ziemie u zbiegu Sprewy i Haweli ok. 1150 r.

## Życiorys
Część historyków uważa go za postać identyczną z pojawiającym się w źródłach tego samego okresu Jaksą z Miechowa, możnym małopolskim z rodu Gryfitów, aktywnym w Małopolsce w latach 60. XII w., zmarłym 1176. Wątpliwości dotyczące łączenia tych postaci (wymieniany jest również i trzeci Jaksa, mający żyć w tym samym okresie), a związane z ewentualnym szerokim zasięgiem geograficznym, tłumaczyłaby wysoka pozycja – „obydwaj” Jaksowie wymieniani są w dokumentach na pierwszym miejscu wśród świadków i opatrywani tytułem dominus, a także książę np. Jacza, qui cognominatus erat dux (cognominatus = uchodzący za/używający tytułu [księcia]) na przywileju Bolesława Wstydliwego z 1252 r. dla klasztoru sieciechowskiego, a dotyczącego Jaksy z Miechowa. Pomimo rozlicznych powiązań zarówno z krajem Stodoran, jak i Małopolską, stałym miejscem pobytu Jaksy był Wrocław.
Pierwsza wzmianka o Jaksie dotyczy jego małżeństwa z Agatą, córką potężnego komesa Piotra Włostowica w 1145. Zgłaszał pretensje do Brenny (Brandenburg) po Przybysławie Henryku. Posiłkowany przez Polaków ok. 1154 odebrał ją Albrechtowi Niedźwiedziowi, by po trzech latach stracić ją na rzecz tegoż – wówczas to schronił się na Śląsku. W 1157 zmarł w Pradze jego syn, będący zakładnikiem cesarza Fryderyka Barbarossy.
Kopanica, z której Jaksa jest pisany (Copnik – kopa, góra, hałda), najprawdopodobniej znajdowała się na obszarze dzisiejszej dzielnicy Berlina – Köpenick. Jako udzielny władca Stodoran Jaksa bił własną monetę – "brakteaty Jaksy". Monety te zdobił wizerunek męża (woja) z mieczem w jednym ręku i z palmą (będącą zapewne symbolem sprawiedliwości) w drugim i okolony był napisem Iaczo de Copnik. Później pojawiają się w prawej ręce chorągiew, w lewej krzyż, a napis okalający brzmi: Jakza Kopnik kneź. W sumie znanych jest pięć wzorów monet bitych w Kopanicy za czasów Jaksy.

## Imię
Mnogość wariantów zapisu nie ułatwia rozwiązania: Iaczon, Iazko, Iazco, Iacxo, Iaxa, Iacza, Iaczo, Iakza. Część autorów zbyt literalnie trzymając się jednej z form jego zapisu (Iacza należałoby jednak odczytywać jako Jakza) opowiada się za Jacza będącym skróceniem od Jaczemir, Jaczewoj, od psł. *jakъ(jь) „silny, mocny”, porównaj scs. jačajь „znakomitszy, mocniejszy”, część za wariantem imion Jazon, Jacek (Jacko), jednak najprawdopodobniejszy wariant fonetyczny sugeruje bliskość do Jaks(z), Jaks(z)a, Jaks(z)o będących staropolskimi wariantami chrześcijańskiego imienia Jakub.

## Pomniki
W 1845 roku w berlińskiej dzielnicy Grunewald, na wrzynającym się w rzekę Hawelę cyplu Schildhorn, wystawiono pomnik upamiętniający Jaksę z Kopanicy.

## Literatura
- A. Małecki, Studya heraldyczne, t. II, Lwów 1890, s. 59-64.
- G. Labuda, Jaksa z Kopanicy – Jaksa z Miechowa, Polski Słownik Biograficzny, t. X, Wrocław 1962-1964, s. 339-341.
- L. M. Wójcik, Ród Gryfitów do końca XIII wieku. Pochodzenie – genealogia – rozsiedlenie, "Historia" CVII, Wrocław 1993, s. 12-23.